# Киренаика (римская провинция)

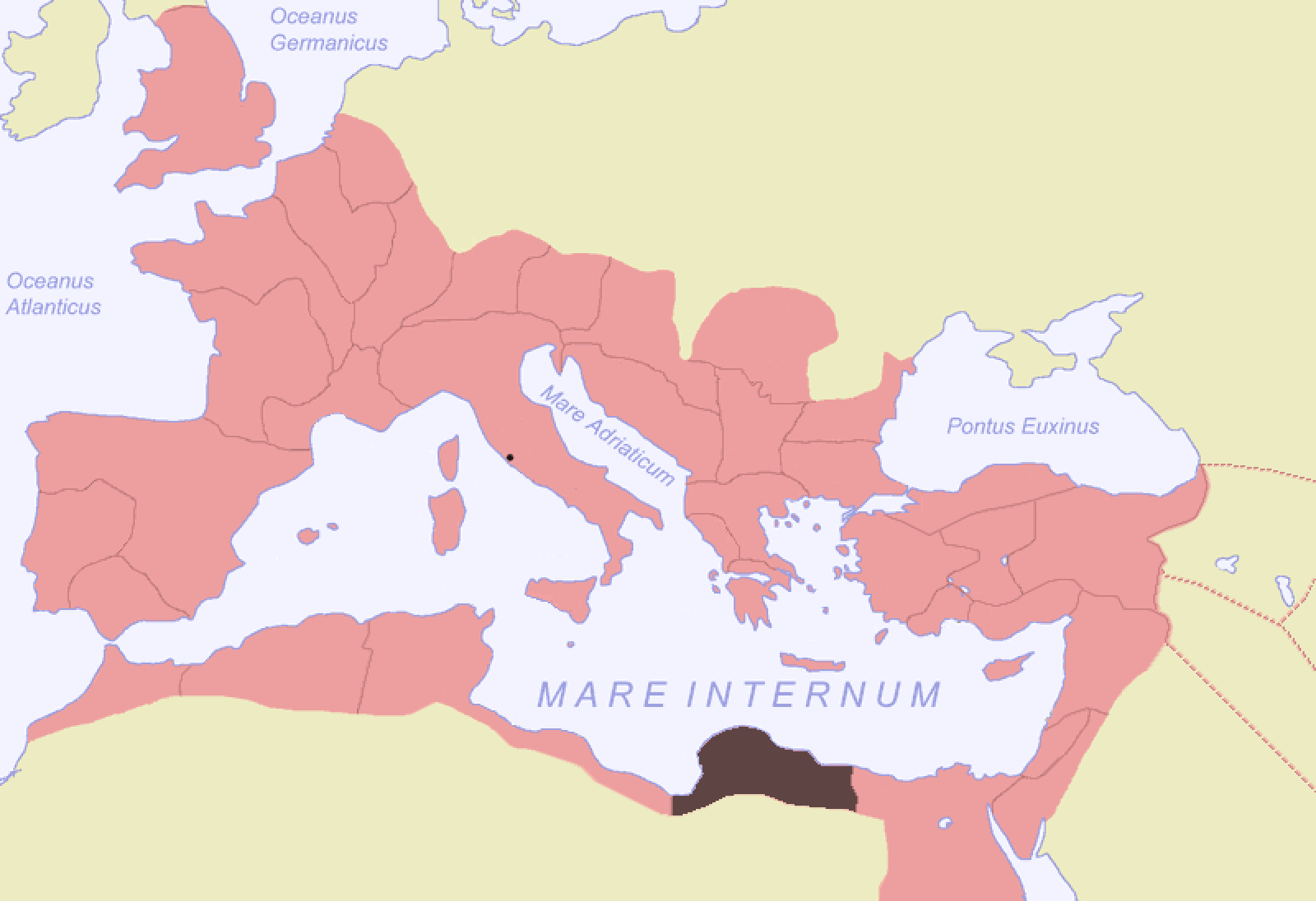
Провинция Киренаика на карте Римского государства

Кирена́ика (лат. Cyrenaica) — провинция Римской республики в 74—34 годах до н. э. Включала область Киренаика в северо-восточной Африке. Располагалась на северо-восток по побережью от залива Большой Сирт (совр. Сидра) до пограничной с Египтом областью Мармарикой. Значительная часть территории приходилась на плоскогорье Барка.
В наши дни провинции соответствует северо-восток государства Ливия.
Северная Киренаика в этот период называлась Пентаполис (др.-греч. Πενντάπολις — «Пятиградье»). Некоторые авторы выделяли на юге Киренаики земли Насамонии (область проживания насамонов) и Авгилии (район оазиса Авгила, совр. Джалу). Также включала часть Мармарики и Сиртики. Все вместе эти области были частью более обширного исторического региона — Ливия, поэтому у многих античных авторов названия «Ливия», «Ливийский» прилагались к топонимам этой местности (например, Ливийский Пентаполь).
Площадь провинции — около 250 000 км² (Киренаика).

## Административное положение
Находясь в составе эллинистического Египта, Киренаика попала в круг римских интересов ещё во II в. до н. э., когда два Египетских царя — Птолемей VIII Эвергет, называемый также Фискон, и его брат Птолемей VI Филометор вызвали вмешательство римлян в свои дела из-за непрекращающейся взаимной вражды, подогреваемой придворными интригами и борьбой группировок в среде египетской и македонской знати. Являясь соправителями с 170 г. до н. э., они, в конце концов, по настоянию римских послов разделили (в 164—163 гг. до н. э.) принадлежавшие им владения, и Эвергет получил Киренаику. Считая себя обделённым, Эвергет в 162 г. до н. э. ездил в Рим для аннулирования произведённого римлянами раздела и, пользуясь римской поддержкой, пытался присоединить Кипр при посредничестве послов Тита Манлия Торквата и Гнея Корнелия Мерулы, а позже и путём военных действий. Итогом этих отношений с Римом стало завещание, по которому после его смерти, в случае отсутствия наследника, Киренаика переходит к Риму. Но этого не произошло, так как наследник появился.
После смерти Филометора, Эвергет становится правителем Египта. А уже после смерти Эвергета, со 116 г. до н. э. Киренаикой начинает править его сын Птолемей Апион, который продолжает политику отца на сближение с Римом. В 96 г. до н. э. он умирает, и теперь по завещанию Птолемея Апиона Киренаика была передана Риму.
Города этой области сохраняли автономию, но были объявлены под римским протекторатом. В 74 году до н. э. Киренаика была превращена в римскую провинцию, у побережья которой в 68—67 годах воевал со средиземноморскими пиратами Квинт Цецилий Метелл, удостоившийся за свои военные заслуги почётного прозвища Критский.
В 34 году до н. э. была объявлена Марком Антонием царством и отдана во владение дочери Клеопатры — Клеопатре Селене II. В 29 до н. э. Октавиан Август вернул её, и в 27 г. до н. э. вместе с островом Крит она составила провинцию Крит и Киренаика.

## География
Современная локация: провинция лежала на северо-востоке территории соответствующей современному государству Ливия (муниципалитеты Эль-Хизам-Эль-Ахдар, Эль-Джебал-Эль-Ахдар, Эль-Мардж, Эль-Губба, Бенгази, Дерна и частично Адждабия, Эль-Бутнан, Эль-Вахат).